# Irwinton
Irwinton é uma cidade localizada no estado americano de Geórgia, no Condado de Wilkinson.

## Demografia
Segundo o censo americano de 2000, a sua população era de 587 habitantes.
Em 2006, foi estimada uma população de 578, um decréscimo de 9 (-1.5%).

## Geografia
De acordo com o United States Census Bureau tem uma área de 8,2 km², dos quais 8,2 km² cobertos por terra e 0,0 km² cobertos por água. Irwinton localiza-se a aproximadamente 75 m acima do nível do mar.

## Localidades na vizinhança
O diagrama seguinte representa as localidades num raio de 24 km ao redor de Irwinton.